# بوبتيل أمريكي

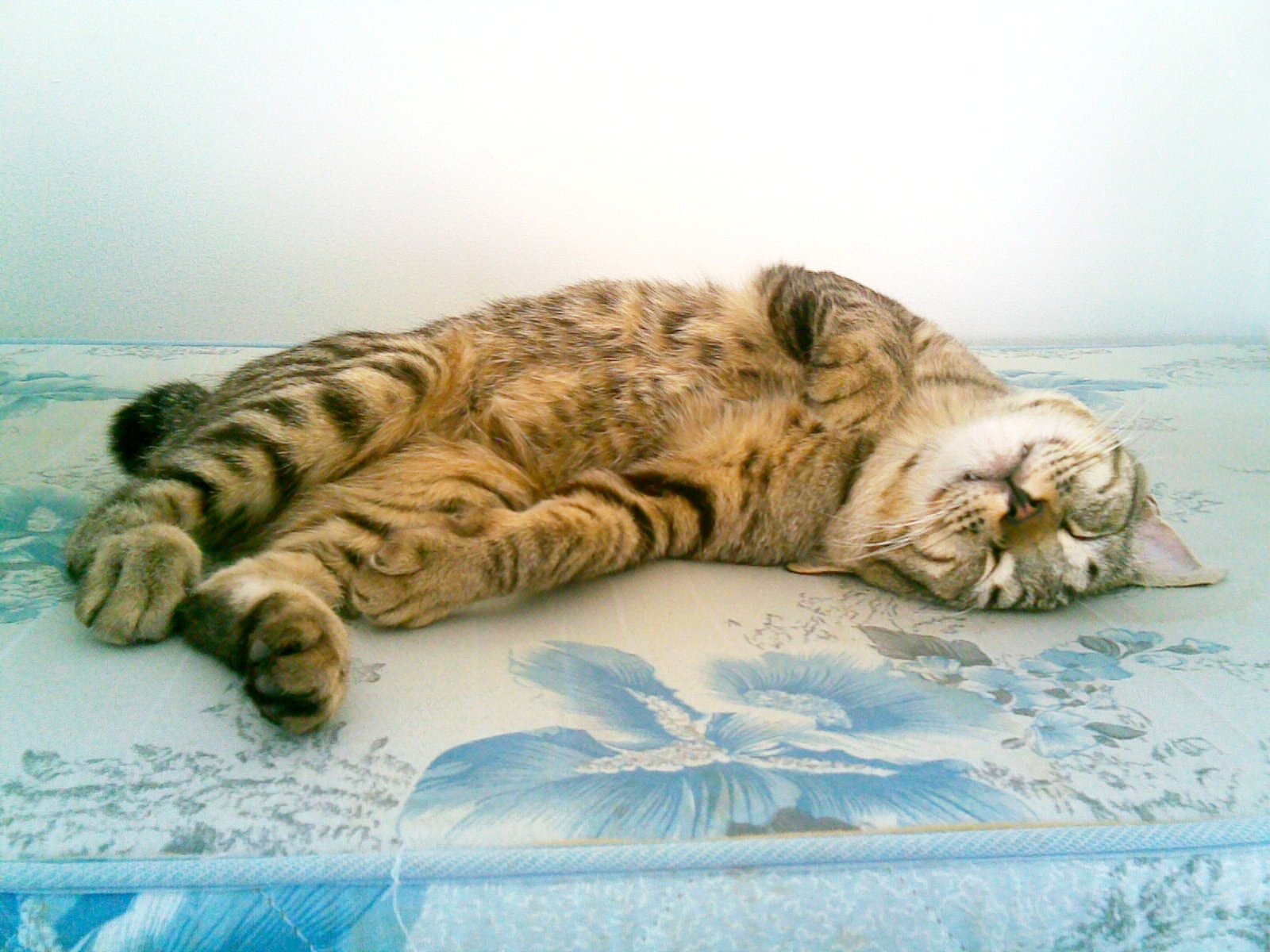

قط البوبتيل الأمريكي سلاله البوبتيل ناتجه من تهجين نوعين من أشهر القطط الإمريكية.
تمتاز هذه النوعيه من القطط بشخصيتها المحبوبه واحساسها بمشاعر الأشخاص. وهي تعتبر من القطط الحساسه جدا لدرجه ان بعض الأحيان يوصفونهم كعلاج نفسي